# Heinrich von Witzleben
Heinrich von Witzleben (* 1. November 1509; † 3. August 1561) war Besitzer von Burg und Amt Wendelstein sowie Erbadministrator der von ihm gegründeten Klosterschule Roßleben.

## Leben
Er entstammte dem Adelsgeschlecht von Witzleben. Er war Sohn des Kanzlers Dietrich von Witzleben und dessen Ehefrau Anna von Ende aus dem Haus Rochsburg. Witzleben war Doktor beider Rechte und führte den Titel Dr. jur. utr. Er war der erste Ritter in Thüringen, der sich zum Protestantismus bekannte.
Bereits 1549 beauftragte er den Gelehrten und Dichter Georg Fabricius (1516–1571) – ein Schüler Melanchtons und seit 1546 Rektor der neuen Fürstenschule St.Afra in Meißen – im Zisterzienserinnen-Kloster Roßleben eine Schule nach meißener Vorbild einzurichten. Diese Schule nahm unter dem damaligen Rektor Isaac Faust im September 1554 als Klosterschule Roßleben an der Unstrut den Unterricht auf. Zwar übernahm nach einiger Zeit die kursächsische Regierung die Aufsicht, aber der Erbadministrator war stets ein Mitglied der Familie Witzleben.
1560 heiratete er Veronika von Kalb, eine Tochter des Wolf von Kalb aus Kalbsrieth und der Sidonia von Hacke. Wenige Tage vor Geburt seines Sohnes und Erben, Wolf Dietrich (* 28. August 1561), starb er. Bis zur Volljährigkeit unterstand daher sein Sohn einem Vormund.